# Cravatzo-Uhr

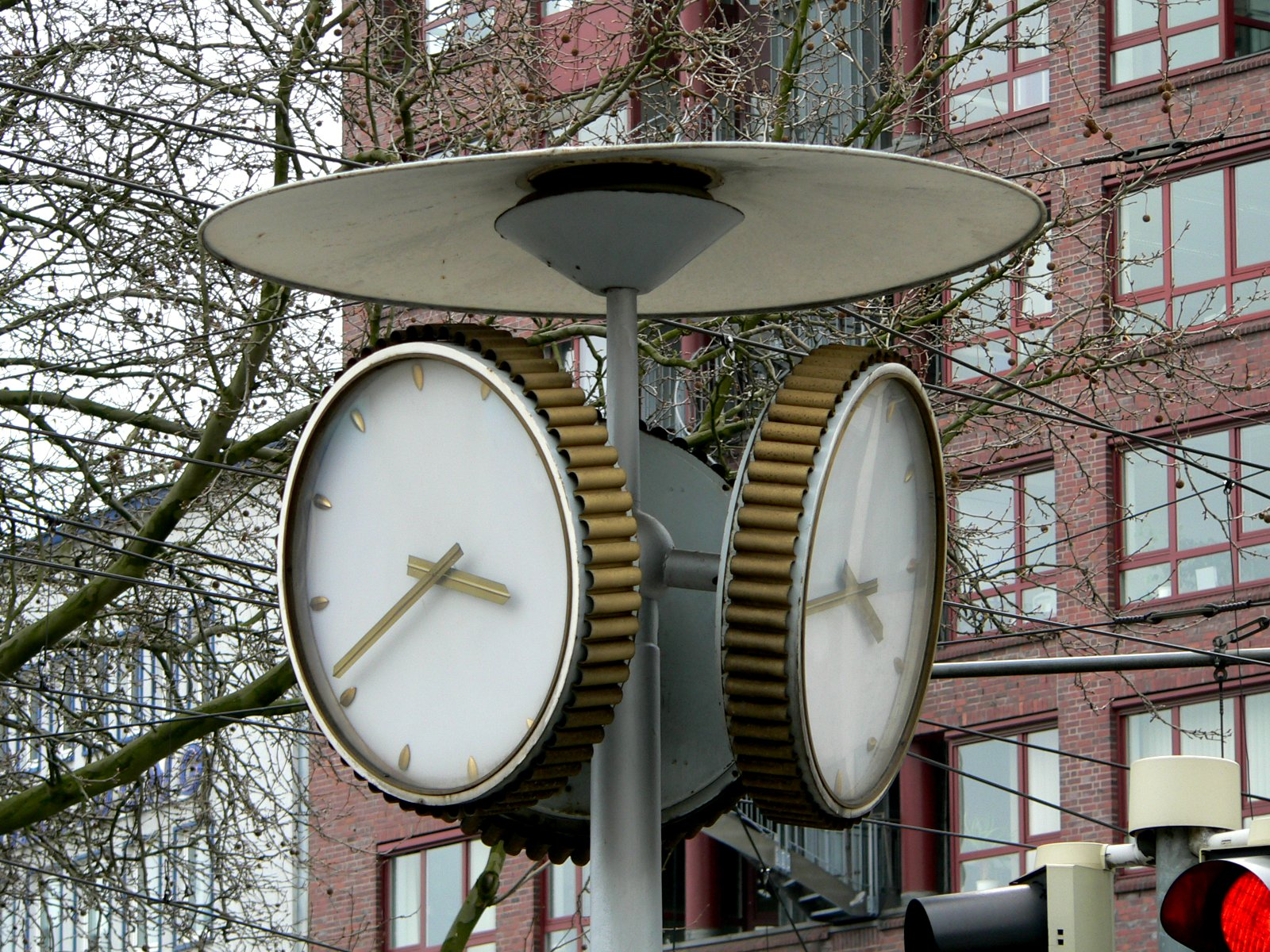
Mit ihren drei Zifferblättern auch „Kleeblatt-Uhr“ genannt: Die Cravatzo-Uhr im Jahr 2006 am Steintor

Die Cravatzo-Uhr in Hannover, auch Kleeblatt-Uhr und Uhr am Stiel genannt, ist eine von dem städtischen Baurat Karl Cravatzo als Stadtmöbel entworfene Standuhr im öffentlichen Raum der niedersächsischen Landeshauptstadt. Heutiger Standort ist die Goseriede Ecke Otto-Brenner-Straße vor dem Gewerkschaftshaus des Deutschen Gewerkschaftsbundes.

## Geschichte
Als in der Nachkriegszeit das durch die Luftangriffe auf Hannover zerstörte Café Kröpcke neu erbaut und in der Folge die noch aus dem 19. Jahrhundert stammende alte Kröpcke-Uhr abgebaut wurde, entwarf der seinerzeitige städtische Baurat Karl Cravatzo ersatzweise die dann nach ihm benannte Cravatzo-Uhr, die den Protesten der Hannoveraner zum Trotz dem Ort ein moderneres Gepräge verleihen sollte. Die neue „dreiblättrige Normaluhr“ mit ihrem runden Mast wurde vom Lister Möbellager gestiftet und am 3. Oktober 1955 in die Mitte der hannoverschen Windrose eingesetzt.
Eine zweite, gleiche Uhr wurde am 9. November 1955 als Stiftung von der Firma Doornkaat auf dem Platz Am Steintor auf der Fußgängerinsel der Straßenbahn-Haltestelle in der Georgstraße in der Fluchtlinie der Steintorstraße aufgestellt. Eine Aufnahme des hannoverschen Fotografen Joachim Giesel vom Platz am Steintor durch die Georgstraße aus der Zeit um 1968 zeigt eine Cravatzo-Uhr an der Straßenbahn-Haltestelle vor dem Stichweh-Haus.
1956 wurde eine weitere Cravatzo-Uhr am Aegidientorplatz aufgestellt.
Als 1977 nach vielfach geäußertem Wunsch der hannoveraner Bürger eine Replik der alten Kröpcke-Uhr aufgestellt werden sollte, wurde die Kleeblatt-Uhr zunächst an den Platz Am Steintor versetzt.
In Folge des Baues eines Hochbahnsteiges für die Stadtbahn Hannover wurde die Cravatzo-Uhr um 2017/2018 erneut abgebaut und einer Runderneuerung und Restaurierung unterzogen: Die Stadt Hannover tauschte die Uhrwerke gegen neuere Modelle aus, die Hintergrundbeleuchtung der Ziffernblätter wurden auf LED-Beleuchtung umgestellt. Die drei Gehäuse auf erneuertem Mastfuß erhielten nach einer Sandstrahlung eine Pulverbeschichtung. Bei Gesamtkosten von geschätzten 12.000 Euro achtete das Tiefbauamt darauf, die Cravatzo-Uhr „in einen baulichen Kontext zu versetzen, der ihrer eigenen Entstehungszeit entspricht“. So sei der neu gewählte Platz vor dem Gewerkschaftshaus ein „denkmalgerechter Standort“, an dem die drei Ziffernblätter von mehreren Seiten wahrgenommen werden könnten.